# Аббекерк
Аббекерк (нід. Abbekerk) — село в нідерландській провінції Північна Голландія. Входить до муніципалітету Медемблік.
Його площа — 3,88 км², а населення станом на 2021 рік становило 2070 осіб.
До 1979 року мало статус окремого муніципалітету.

## Галерея

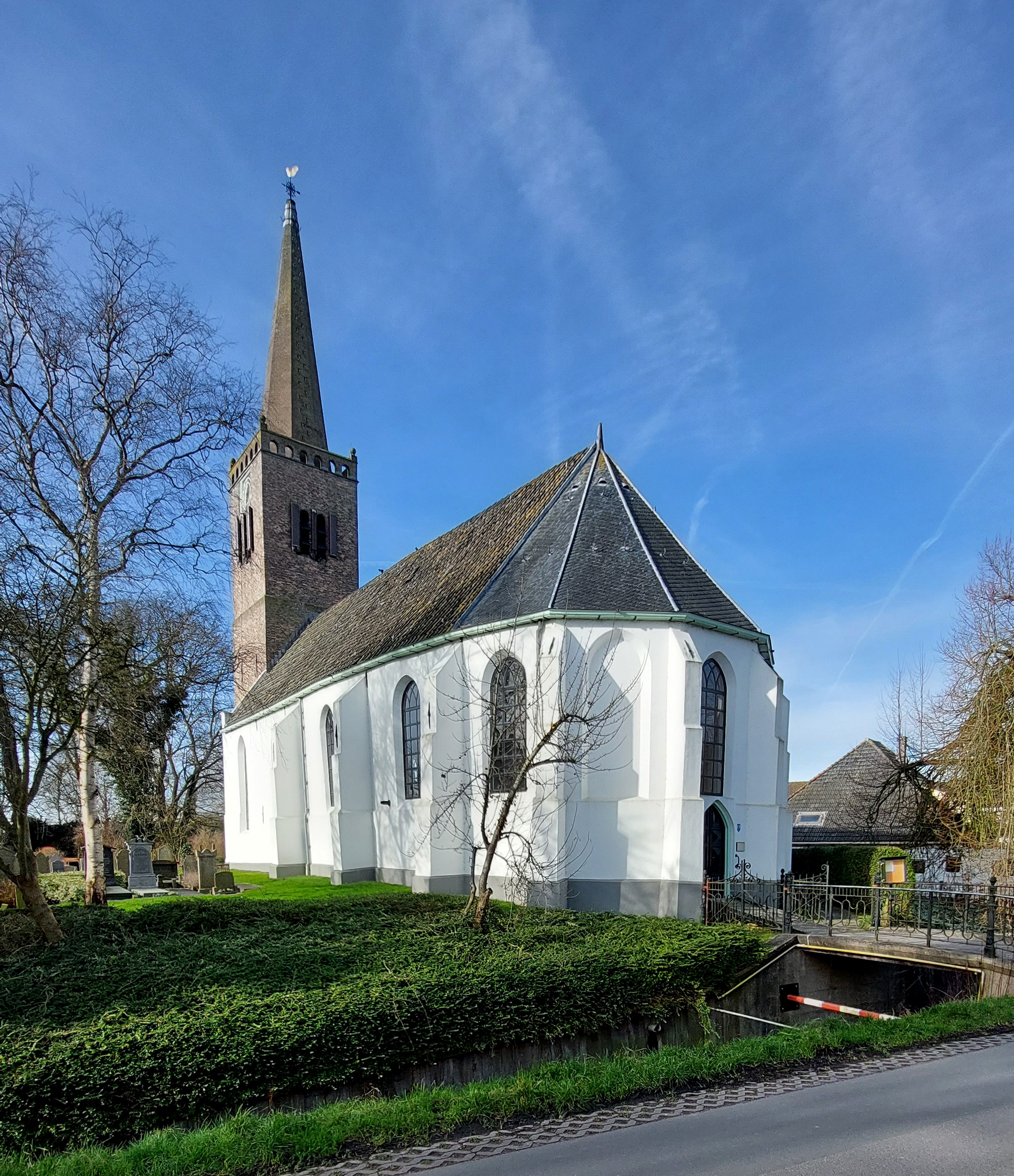
Реформістська церква
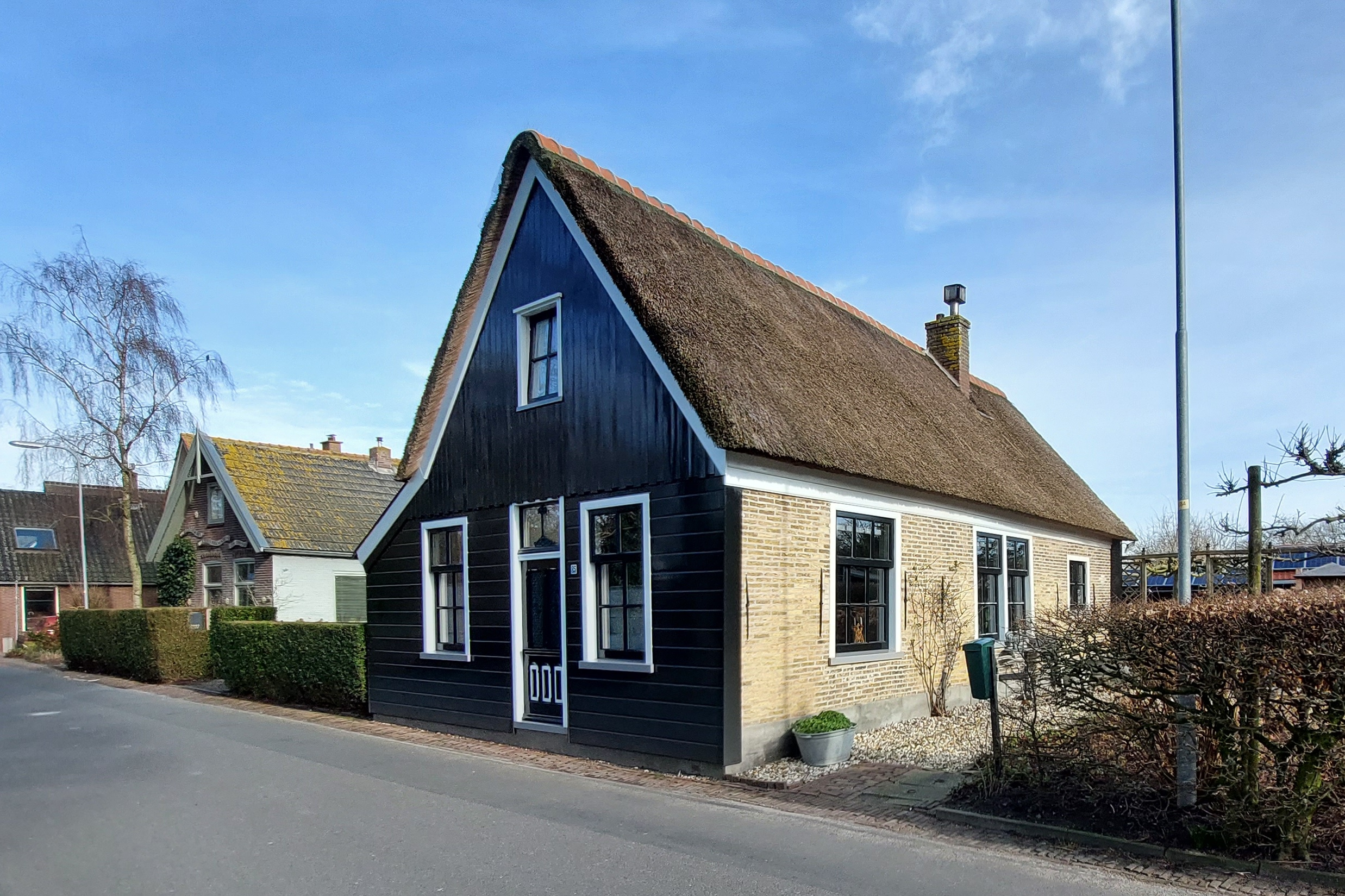
Сільський будинок
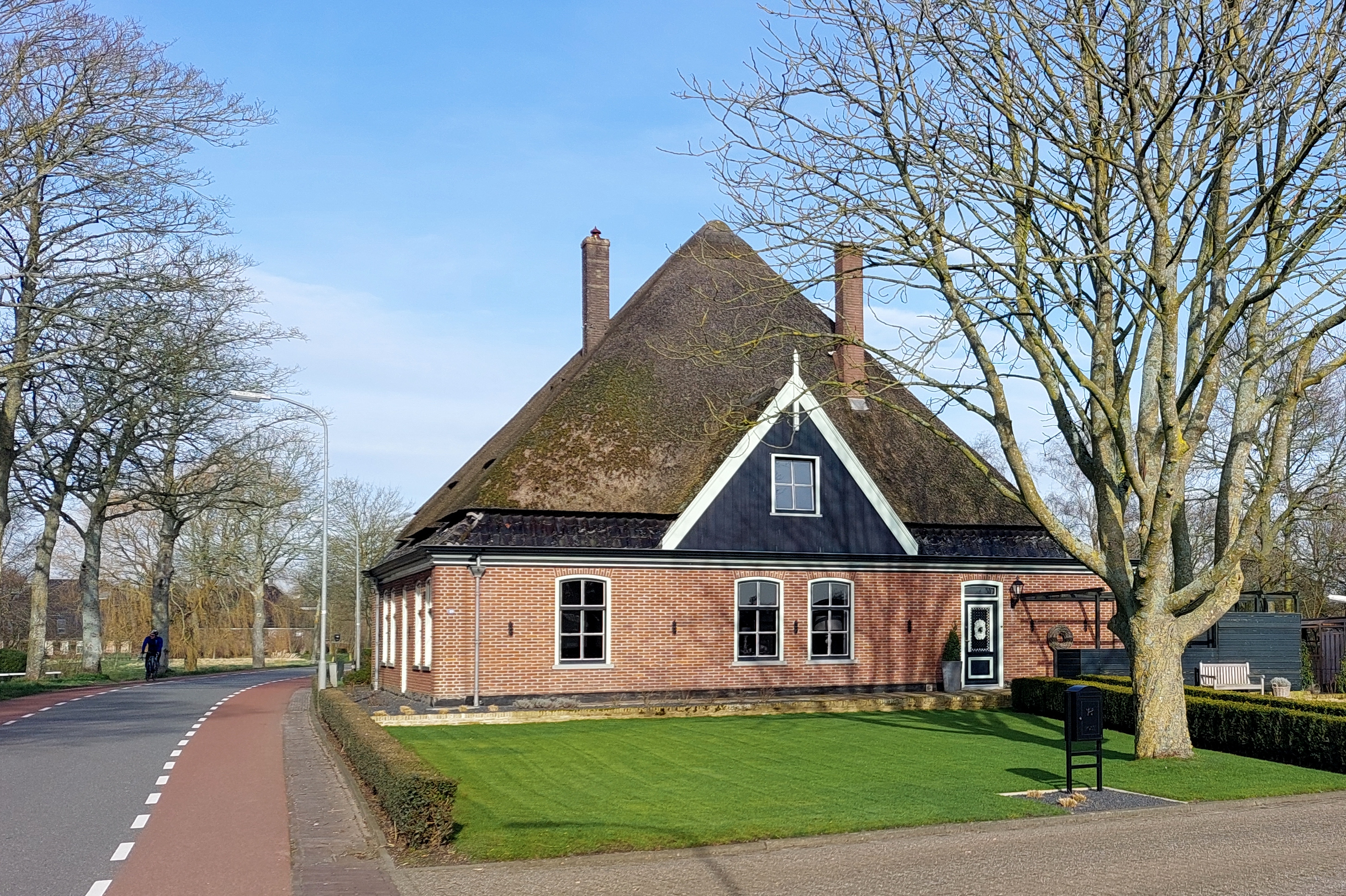
Ферма в селі
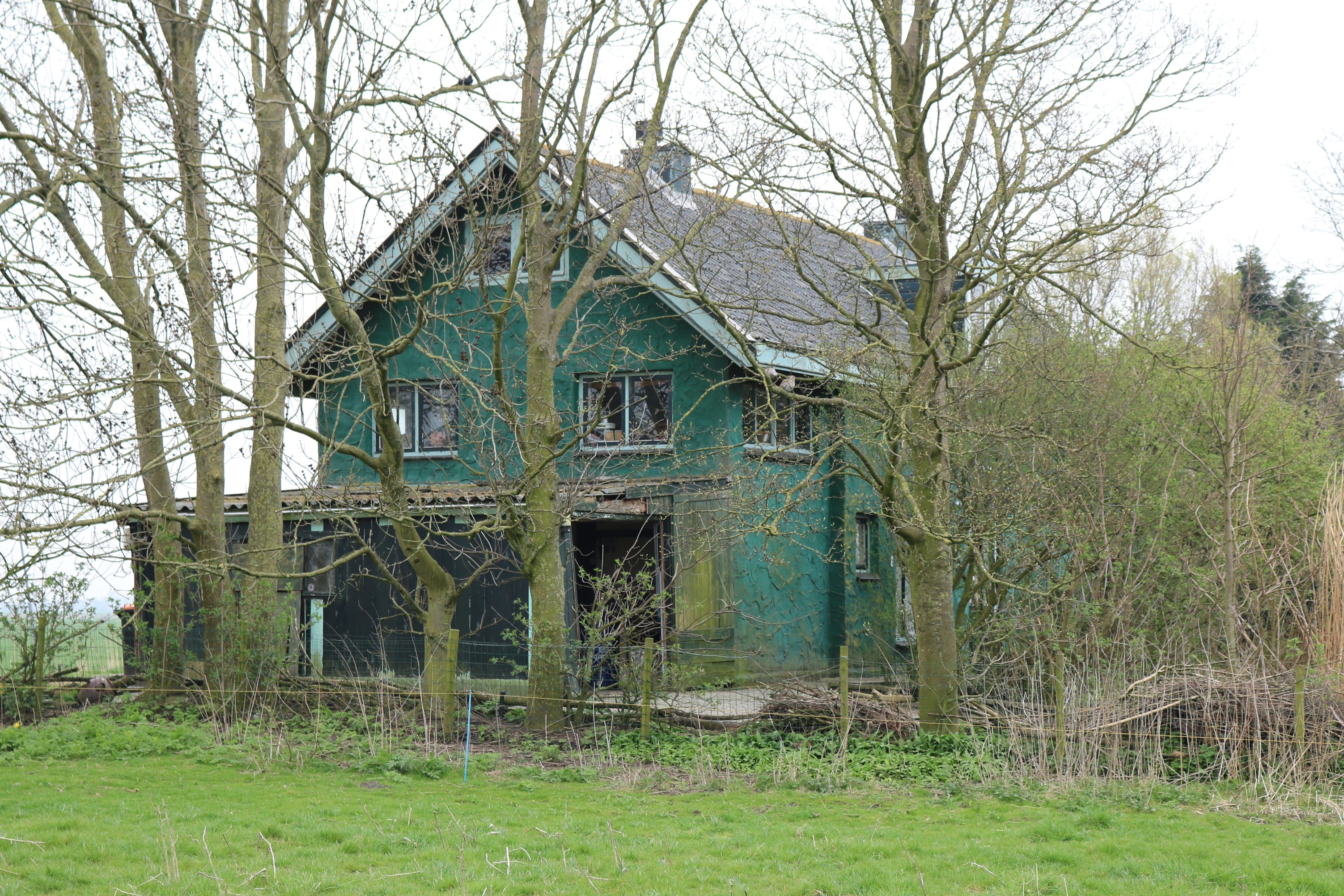
Будівля колишньої залізничної станції